# Christian Martini de Seue
Christian Martini de Seue, född 27 februari 1841 i Rødenes, död 1 juni 1895 i Trondheim, var en norsk militär och topograf med franskt påbrå; bror till Christen de Seue.
Seue blev officer 1860, arbetade 1868-76 vid Norges geografiske opmaaling samt avancerade 1894 till generalmajor och chef för trondheimska brigaden och kommendant i Trondheim. Han författade bland annat tillsammans med bröderna A. och Th. Bang den värderade handboken Kompagniet (1872 ; fjärde upplagan, 1894, är av de Seue ensam), Historisk beretning om Norges geografiske opmaaling 1773-1876 (1878) och åtskilliga militära uppsatser.